# Arturo Tallini
Arturo Tallini (Napoli, 20 settembre 1958) è un chitarrista italiano.

## Formazione
Tallini ha conseguito il diploma al conservatorio Alfredo Casella, seguito da Pasqualino Garzia; successivamente nello stesso istituto ha poi affrontato lo studio del canto con Leila Bersiani e di composizione da Fausto Razzi.
Ha poi approfondito le sue conoscenze musicali con Alirio Diaz, Arnaldo Graziosi, Oscar Ghiglia, Bruno Battisti D’Amario e Josè Tomas.
Nel 1992 termina il suo ciclo di studi all’École Normale de Musique de Paris dove consegue la License Superieur de Concertiste.

## Biografia
Tallini inizia nel 1984 il rapporto con la musica contemporanea registrando con la casa discografica RCA il disco "La Chitarra" come componente del Duo Chitarristico Romano con musiche di Mauro Cardi, Irma Ravinale e Flavio Scogna.
Da solista ed in gruppo ha tenuto concerti in orchestra e da camera in Inghilterra, Francia, Montenegro, Spagna, Norvegia, Portogallo, Svizzera, Austria,  Finlandia, Estonia, Paesi Bassi, Polonia,  Romania, Serbia, Croazia,   Egitto, Germania, Tunisia, Algeria e negli USA.
Tallini ha suonato con artisti italiani ed internazionali: la cantante Michiko Hirayama, il sassofonista Enzo Filippetti, i chitarristi Magnus Andersson, Eugenio Becherucci e Dušan Bogdanović, la pianista Stefania Tallini, il cantante Nicholas Isherwood e il percussionista Rodolfo Rossi ed il pianista e clavicembalista Bruno Canino
Ha insegnato dal 1994 al 2005 nel conservatorio Gesualdo da Venosa a Potenza. Dal 2007 ha iniziato ad insegnare chitarra presso il conservatorio Santa Cecilia a Roma, ha collaborato con gli Artisti del Coro e l'orchestra dell’Accademia e con l'Istituzione Universitaria dei Concerti di Roma.
Nel 2006 ha scritto e presentato 8 trasmissioni sulla chitarra a Radio vaticana.
Nel 2008 sul canale RADIO 3 della RAI ha scritto e presentato una trasmissione su Amore e Psiche con musiche di Matteo D'Amico.
Nel 2019 è stato designato membro del Dipartimento Universitario di Chitarra presso la Fondazione Accademia Internazionale “Incontri col Maestro” di Imola.
Ha svolto masterclass di perfezionamento presso l’Accademia Praeneste di Roma
, nel corso di varie edizioni del Festival Internazionale di Chitarra della Città di Monterotondo, al Campus delle Arti e masterclass e concerti al Mozarteum di Salisburgo.
Nel 2009 ha ideato il Guitfest The International Guitar Festival
Rome del Conservatorio di Santa Cecilia di cui é stato organizzatore e direttore artistico insieme a Leonardo De Angelis e
Massimo Delle Cese.
Nel 2018 ha dato inizio ed è stato docente di chitarra per il Master di II livello per l’interpretazione della Musica Contemporanea al Conservatorio Santa Cecilia.
Ha tenuto corsi e masterclass in conservatori ed università italiane ed internazionali: a Benevento
, Caltanissetta, Milano
, Helsinki
 e l'Univeristà Musica e Teatro di Tallinn in Estonia
.
Nel novembre del 2022 ha pubblicato per Naxos "Changes" con musiche di Elliott Carter, John Cage, Arthur Kampela, Reich e Dashow. La rivista Klassik Heute un punto di riferimento per la musica classica in Germania ha valutato Changes con 9,4/10 punti ponendo Changes tra le migliori uscite di musica classica del 2022/2023.
Nella sua carriera ha scritto e pubblicato i seguenti libri:
- Fondamenti di Chitarra[27] con Fernando Lepri (Rugginenti)
- Musica Incerta[28] (Ut Orpheus)-

Hanno scritto per lui diversi compositori, fra cui Mauro Bortolotti, Claudio Ambrosini, Mauro Cardi, Fabio Cifariello Ciardi, Giorgio Colombo Taccani, Matteo D’Amico, Michele Dall’Ongaro, Fausto Razzi, Alessandro Solbiati,Oscar Bettinson, Marco Di Bari, Maurizio Pisati, Arturo Gervasoni e James Dashow.

## Discografia
Durante la sua carriera Arturo Tallini ha registrato i seguenti dischi e CD.
- Ravinale - Jointly (1986, RCA Red Seal)
- Stefano Cardi, Duo Chitarristico Romano Tallini - Di Benedetto - La Chitarra (1987, RCA Italiana, RCA Original Cast)
- Recital[29] (1990 e 1992, Bixio)
- From The Piano (1997, Sonar)
- Castelnuovo-Tedesco: Guitar Chamber Works  (1999, Agora Musica)
- Ada Montellanico - Arturo Tallini - Zorongo - Omaggio A Garcia Lorca  (2001, Agorá - Musikstrasse)
- Nadir Vassena - Luoghi D'infinito Andare (2003, Altrisuoni)
- BLU (2006, Tempi Moderni)
- Guitar Improvisations - Arturo Tallini (2010, AlchEmistica)
- Rainbow Inside[30] (2010, Silta Records)
- Rosso Improvviso[31] (2018, Emavinci Records)
- Changes (2022, Naxos)

## Riconoscimenti
Nel 1987 Tallini ha ottenuto il 1º Premio al Michele Pittaluga International Classical Guitar Competition e nel 1989 si è aggiudicato il 3º Premio al Concorso Internazionale di chitarra Radio France di Parigi.
Nel 2016 è stato premiato con la Chitarra d’Oro per la Didattica dal XXI Convegno Internazionale di Chitarra della Città di Alessandria.